# CV-41
La CV-41 es una carretera autonómica valenciana que une las comarcas de la Ribera Alta y la Costera. Inicia su recorrido en la población de Alcira, atraviesa las poblaciones de Carcagente, Puebla Larga, Manuel y termina su recorrido en Játiva. Pertenece a la Red Autonómica de Carreteras de la Generalitat Valenciana.

## Nomenclatura

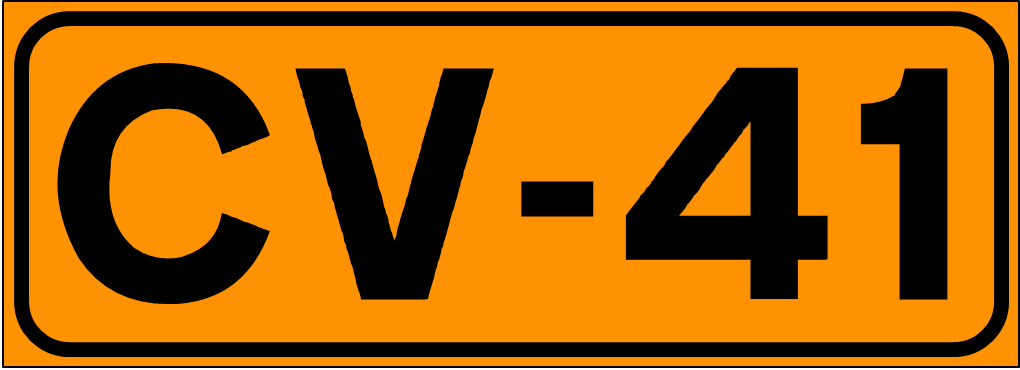
Indicador

La CV-41 es una carretera autonómica que pertenece a la Red de carreteras de la Comunidad Valenciana une las poblaciones de Alcira y Játiva.

## Historia
La CV-41 era la antigua carretera comarcal  C-3320  que unía Almusafes y Játiva, esta carretera comarcal ha sido dividida en dos carreteras autonómicas la CV-42 (Almusafes-Alcira) y la propia CV-41.

## Trazado Actual
La CV-41 inicia su recorrido en Alcira y en esta población conecta con la CV-50 que une Tabernes de Valldigna con Cheste y Liria. Continúa en dirección sur y bordea las poblaciones de Carcagente, Puebla Larga, Villanueva de Castellón y Manuel, termina su recorrido en Játiva.
- Datos: Q8254203